# Kent Beck
Kent Beck (ur. 1961) – twórca programowania ekstremalnego i jeden z twórców manifestu Agile.
Beck publikował na temat wzorców projektowych oraz języka Smalltalk. Popularyzował metodę „kart class-responsibility-collaboration” wraz z Wardem Cunninghamem oraz stworzył bibliotekę JUnit razem z Erichem Gamma.

### Książki
- Smalltalk Best Practice Patterns. Prentice Hall, 1996. ISBN 0-13-476904-X.
- Kent Beck’s Guide to Better Smalltalk: A Sorted Collection. Cambridge University Press, 1998. ISBN 0-521-64437-2.
- Extreme Programming Explained: Embrace Change. Addison-Wesley, 2000. ISBN 0-201-61641-6. Second edition 2004 with Cynthia Andres. ISBN 0-321-27865-8.
- Planning Extreme Programming. With Martin Fowler. Addison-Wesley, 2000. ISBN 0-201-71091-9.
- Test-Driven Development: By Example. Addison-Wesley, 2002. ISBN 0-321-14653-0.
- Contributing to Eclipse: Principles, Patterns, and Plugins. With Erich Gamma. Addison-Wesley, 2003. ISBN 0-321-20575-8.
- JUnit Pocket Guide. O’Reilly, 2004. ISBN 0-596-00743-4.
- Implementation Patterns. Addison-Wesley, 2007. ISBN 0-321-41309-1.

### Wybrane publikacje
- Using Pattern Languages for Object-Oriented Programs. wraz z Wardem Cunninghamem. OOPSLA'87.
- A Laboratory For Teaching Object-Oriented Thinking. wraz z Wardem Cunninghamem. OOPSLA'89.